# Aureliu Ciocoi
Aureliu Ciocoi (n. Chisináu, Unión Soviética, 5 de junio de 1968) es un político y diplomático moldavo que se desempeñó como primer ministro interino de Moldavia desde el 31 de diciembre de 2020 hasta el 6 de agosto de 2021; también se desempeñó como Ministro de Asuntos Exteriores desde el 9 de noviembre de 2020 hasta el 6 de agosto de 2021; también ocupó ese cargo de 14 de noviembre de 2019 al 16 de marzo de 2020. Previamente sirvió como embajador en Alemania, Dinamarca, China, y  Estados Unidos.
Ciocoi fue nombrado primer ministro en funciones el 31 de diciembre de 2020 por la presidenta Maia Sandu, después de que Ion Chicu, quien presentó su renuncia una semana antes, se negó a permanecer en funciones hasta que se formara un nuevo gobierno.